# Bastano tre per fare una coppia
Bastano tre per fare una coppia (Seems Like Old Times) è un film del 1980 di Jay Sandrich.

## Trama
Nel corso di una rapina finita male, uno scrittore - dapprima vittima dei rapinatori, diventa suo malgrado una sorta di complice e viene braccato senza sosta dalle forze dell'ordine. Alla ricerca di una rifugio sicuro, trova ospitalità nella casa della ex moglie, avvocatessa buona di cuore ma a volte con sbalzi di umore, che però adesso si è risposata con una persona scomoda alla fuga del protagonista: un neoprocuratore distrettuale.
In attesa di un piano serio, i tre cercheranno di evitare dialoghi che potrebbero portare a galla i reciproci fatti scomodi, ma la situazione degenera in un filone comico con il passare del tempo.